# CNR Corporation
CNR Corporation (en chino: 中国北车股份有限公司) fue un holding chino y dedicado a la fabricación y reparación de material ferroviario: locomotoras eléctricas y diésel-eléctricas, coches de pasajeros, vagones de carga, unidades de tren eléctricas, unidades de tren diésel y trenes de alta velocidad.
La corporación tenía 28 subsidiarias en distintos puntos del país.

## Historia
La corporación fue fundada el 26 de junio de 2008 reemplazando a China North Locomotive and Rolling Stock Industry (Group) Corporation. Desde 2009 CNR cotiza en la Bolsa de Shanghái.

## Subsidiarias
Subsidiarias de la corporación:
- CNR Qiqihar Railway Rolling Stock Co., Ltd.
- Tangshan Railway Vehicle Co., Ltd.
- Tianjin JL Railway Transportation Equipment Co., Ltd.
- Beijing Nankou Railway Transportation Machinery Co., Ltd.
- Beijing Feb. 7th Railway Transportation Equipment Co., Ltd.
- Taiyuan Railway Transportation Equipment Co., Ltd.
- Yongji Xinshisu Electric Equipment Co., Ltd.
- Ji'nan Railway Vehicles Equipment Co., Ltd.
- Xi'an Railway Transportation Equipment Co., Ltd.
- CNR Lanzhou Locomotive Co., Ltd.
- CNR Dalian Locomotive & Rolling Stock Co., Ltd.
- Changchun Railway Vehicles Co., Ltd.
- CNR Datong Electric Locomotive Co., Ltd.
- CNR Dalian Locomotive Research Institute Co., Ltd.
- Qingdao Sifang Rolling Stock Research Institute Co., Ltd.
- CNR Import & Export Corp., Ltd.
- Beijing CNR Logistics Development Corp., Ltd.
- CNR Investment & Leasing Corp., Ltd.
- Beijing CNR Railway Transportation Equipment Co., Ltd.
- CNR Shenyang Locomotive & Rolling Stock Co., Ltd.
- Shanghai Railway Transportation Equipment Development Co., Ltd.
- CNR Financial Corp., Ltd.
- CNR Dalian Electric Traction R&D Center Co., Ltd.
- CNR Construction Engineering Co., Ltd.
- CNR Southern Co., Ltd.
- Beijing Tsinghua Software Information Technology Co., Ltd.
- CNR （Hong Kong） Corporation Limited

## Exportaciones
La subsidiaria CNR Changchun Railway Vehicles proveerá 14 trenes eléctricos de 8 coches al Metro de Hong Kong en 2017.
En 2013 CNR Changchun Railway Vehicles proveyó las nuevas formaciones que circulan en la histórica Línea A (Subte de Buenos Aires) de la ciudad de Buenos Aires en Argentina, en reemplazo de las formaciones La Brugeoise de fabricación Belga, los cuales circularon por casi 100 años.
En 2015, 48 trenes eléctricos serán suministrados para el Metro de Manila.
CNR Beijing February 7th Railway Transportation Equipment Co. fabricará 18 locomotoras diésel-eléctricas para los ferrocarriles de la República del Congo, como parte de un plan de reconstrucción del ferrocarril africano.

## Imágenes

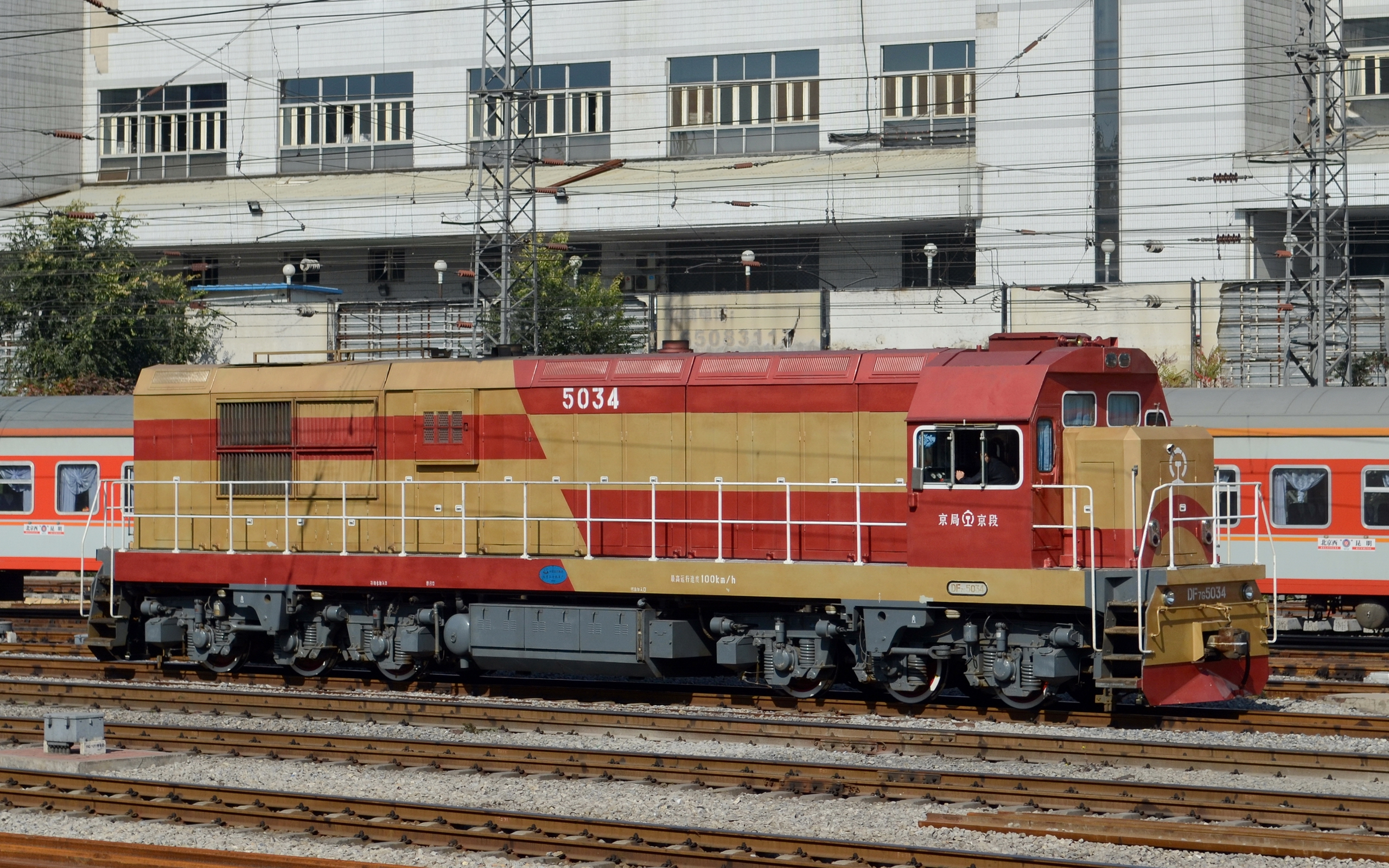
Locomotora DF7G de los ferrocarriles de China. El modelo también fue exportado a Cuba.
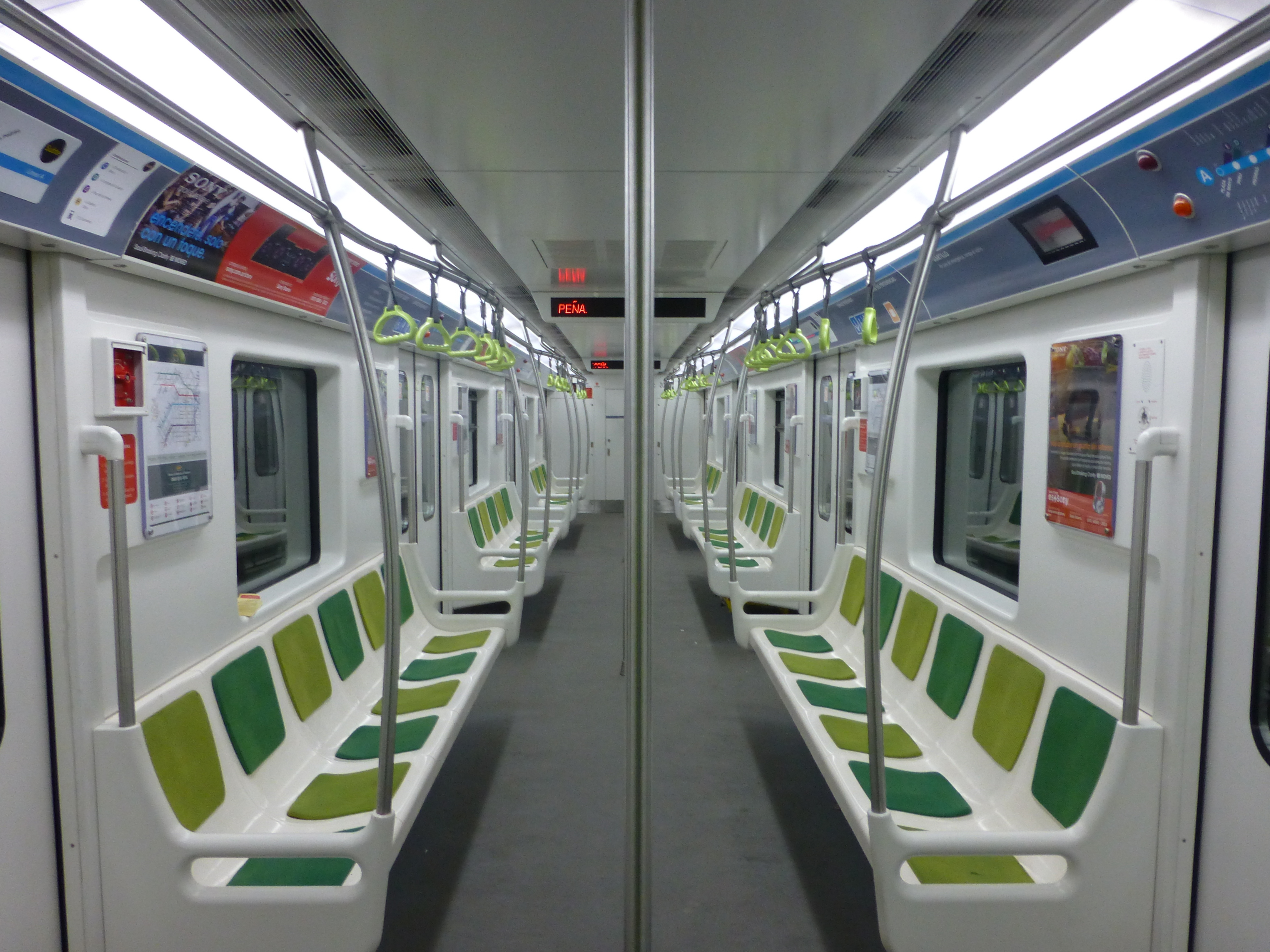
Interior de un tren subterráneo de la Línea A (Subte de Buenos Aires).
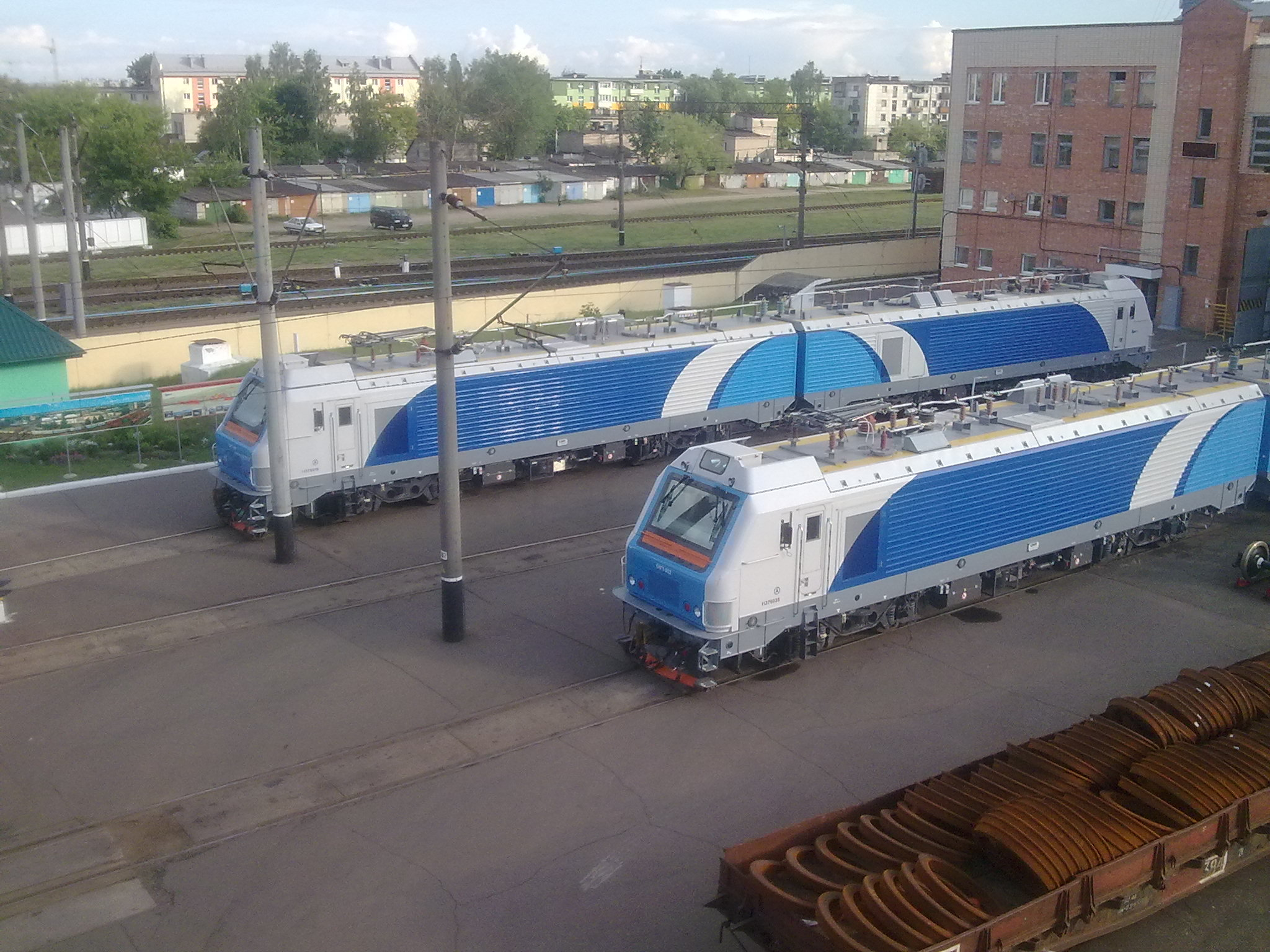
Locomotoras eléctricas para Bielorrusia.